# Jasiołka
Jasiołka – rzeka w południowo-wschodniej Polsce, prawy dopływ Wisłoki. Ma ona długość 76 km, a powierzchnia dorzecza wynosi 513,2 km².

## Historia
W roku 1869 dorzecze Jasiołki i okolic opisał m.in. Wincenty Pol; Na obszarze Wisłoki uderza nas fakt inny; całą tę okolicę, którą obszar Wisłoki, Ropy, Jasły, Jasełki i średniego Wisłoka zajmuje, osiedli tak zwani Głuchoniemcy od dołów Sanockich począwszy, to jest od okolicy Komborni, Haczowa, Trześniowa aż po Grybowski dział: Gorlice, Szymbark i Ropę od wschodu na zachód, ku północy aż po ziemię Pilźniańską, która jest już ziemią województwa Sandomierskiego. Cała okolica Głuchoniemców jest nowo-siedlinami Sasów; jakoż strój przechowali ten sam co węgierscy i siedmiogrodzcy Sasi. Niektóre okolice są osiadłe przez Szwedów, ale cały ten lud mówi dzisiaj na Głuchoniemcach najczystszą mową polską dijalektu małopolskiego, i lubo z postaci odmienny i aż dotąd Głuchoniemcami zwany, nie zachował ani w mowie ani w obyczajach śladów pierwotnego swego pochodzenia, tylko że rolnictwo stoi tu na wyższym stopniu, a tkactwo jest powołaniem i głównie domowem zajęciem tego rodu.
Na rzece przebiega historyczna granica między Małopolską a Rusią Czerwoną.

## Bieg rzeki
Źródła Jasiołki leżą w Beskidzie Niskim, na wysokości ok. 800 m n.p.m. na zachodnich stokach góry Baba (zwanej też Kanasiówką, 823 m n.p.m.) w Jaśliskim Parku Krajobrazowym. Spływa początkowo w kierunku północno-zachodnim. Górny bieg rzeki na długości ok. 5,5 km od źródeł chroniony jest rezerwatem przyrody o nazwie „Źródliska Jasiołki”. W dalszym swoim biegu tworzy piękny przełom pomiędzy górami Ostrą (687 m n.p.m.; na południu), a Piotrusiem (727 m n.p.m.; na północy). Dalej mija wieś Trzcianę, gdzie na terenie zniszczonym przez wydobycie żwiru z koryta rzeki od dawna planuje się budowę zapory na Jasiołce. Następnie przebija się wąskim przesmykiem pomiędzy masywem Cergowej na wschodzie a Kilanowskiej Góry na zachodzie, gdzie w rejonie Nowej Wsi zmienia kierunek na północny. Po minięciu Dukli, opuszcza tereny Beskidu Niskiego. Przecina wschodni kraniec Pogórza Jasielskiego. Tu zwalnia bieg i z górskiego strumienia staje się rzeką. Na wysokości wsi Niżna Łąka zmienia ponownie kierunek na północno-zachodni. Dalej płynie przez tereny Dołów Jasielsko-Sanockich. W Jaśle, na wysokości ok. 225 m n.p.m. wpada do Wisłoki.

## Dopływy
| Lewobrzeżne - Jasiennik - Węgierka - Biełcza - Ostrzesz - Panna - Dukiełka - Młynówka - Sośnik - Chlebianka - Czarny Potok | Prawobrzeżne - Jasiel - Chyżny - Jakusztyna - Daliówka - Biały Potok - Ambrowski Potok - Potok Tereściański - Szebnianka - Jasionka |

## Miejscowości położone nad Jasiołką
| - Jasiel (nieistniejąca) - źródła - Rudawka Jaśliska (nieistniejąca) - Wola Wyżna - Wola Niżna - Posada Jaśliska - Jaśliska - Daliowa - Tylawa - Trzciana - Zawadka Rymanowska - Nowa Wieś - Lipowica | - Dukla - Cergowa - Zboiska - Równe - Wietrzno - Wrocanka - Niżna Łąka - Machnówka - Szczepańcowa - Zręcin - Świerzowa Polska | - Żarnowiec - Dobieszyn - Jedlicze - Brzezówka - Moderówka - Dobrucowa - Sądkowa - Roztoki - Gliniczek - Jasło - ujście |

## Galeria

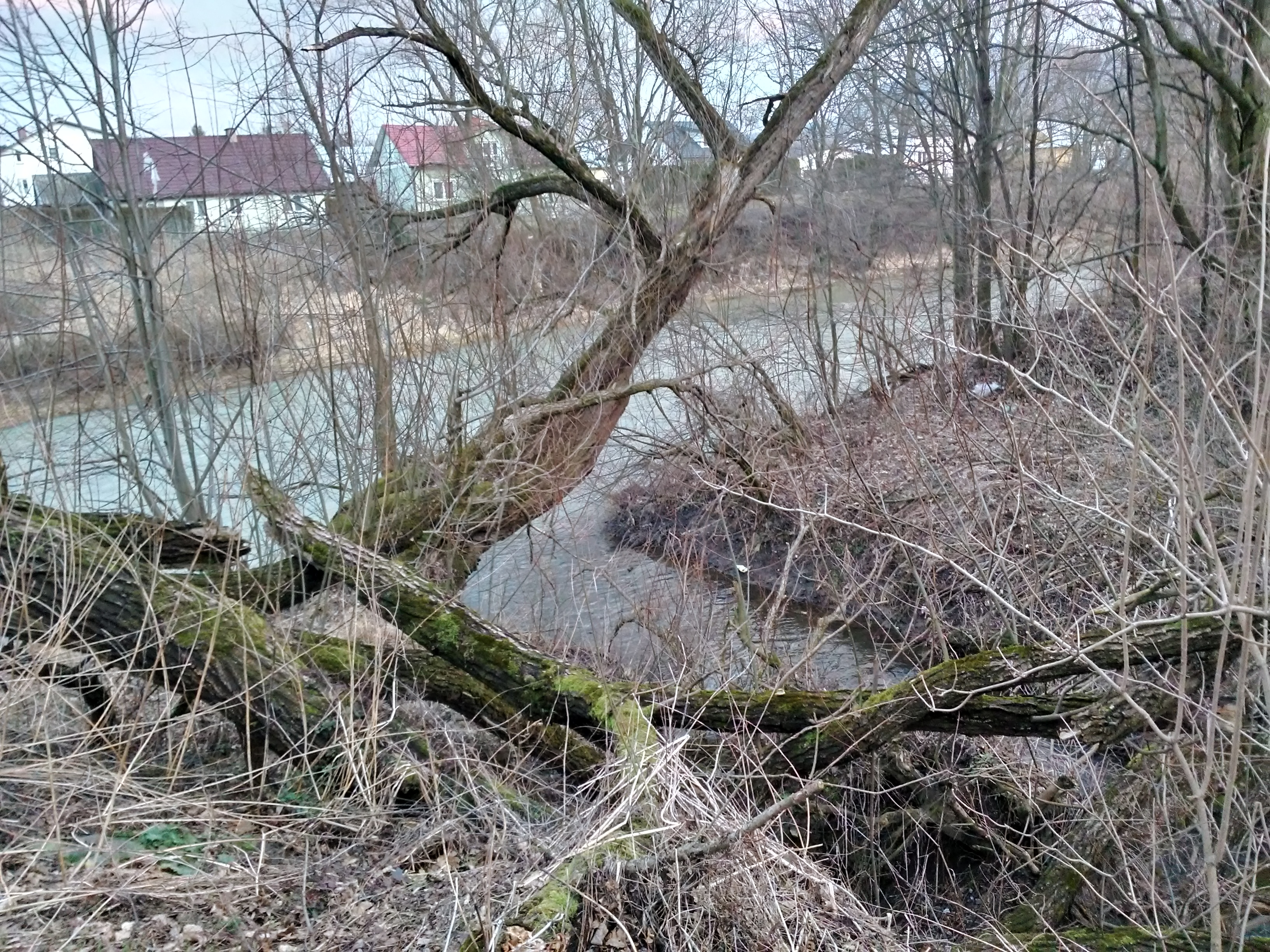
Ujscie Dukiełki do Jasiołki
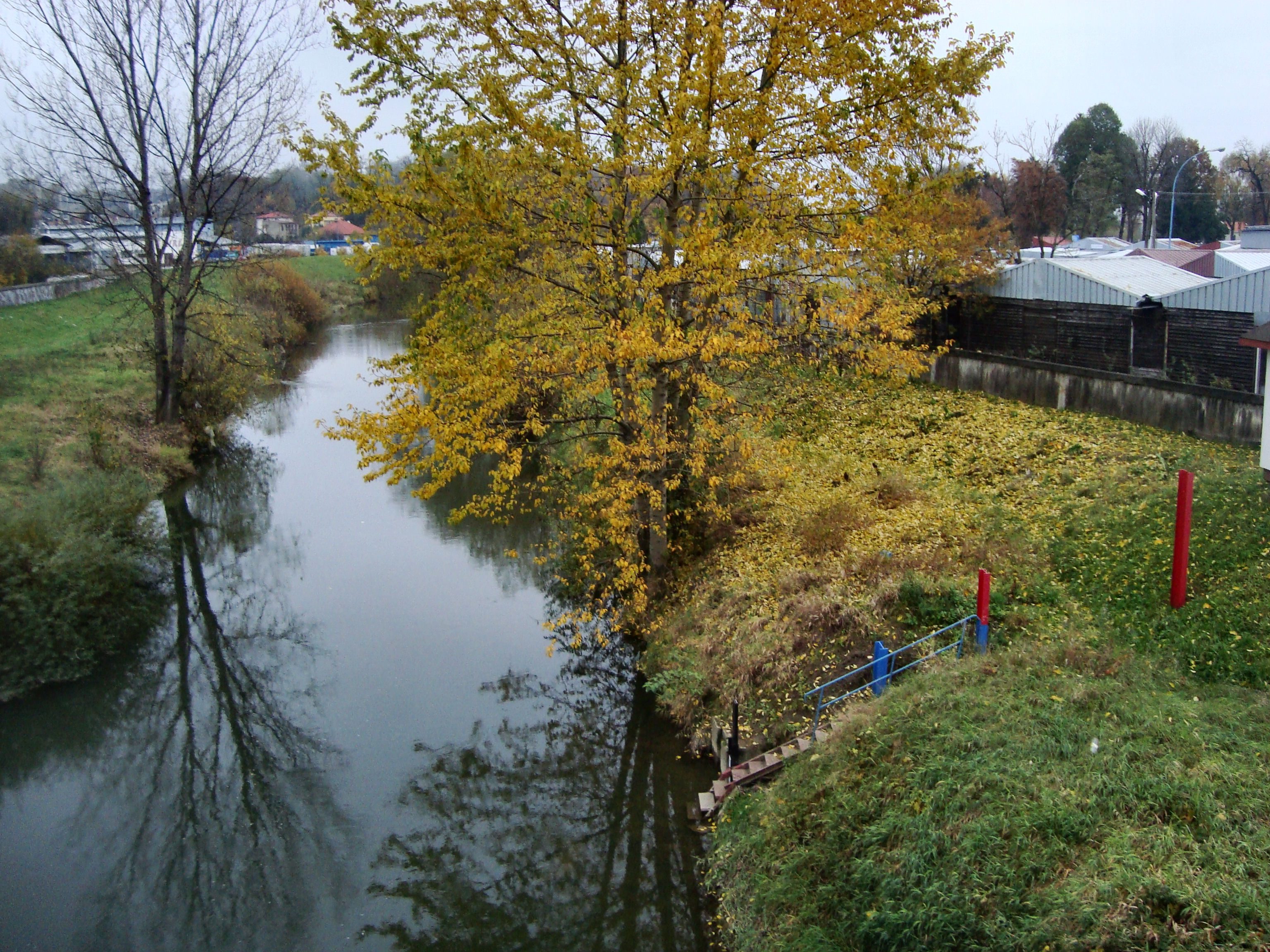
Jasiołka w Jaśle, widok z mostu przy ul. Kazimierza Wielkiego
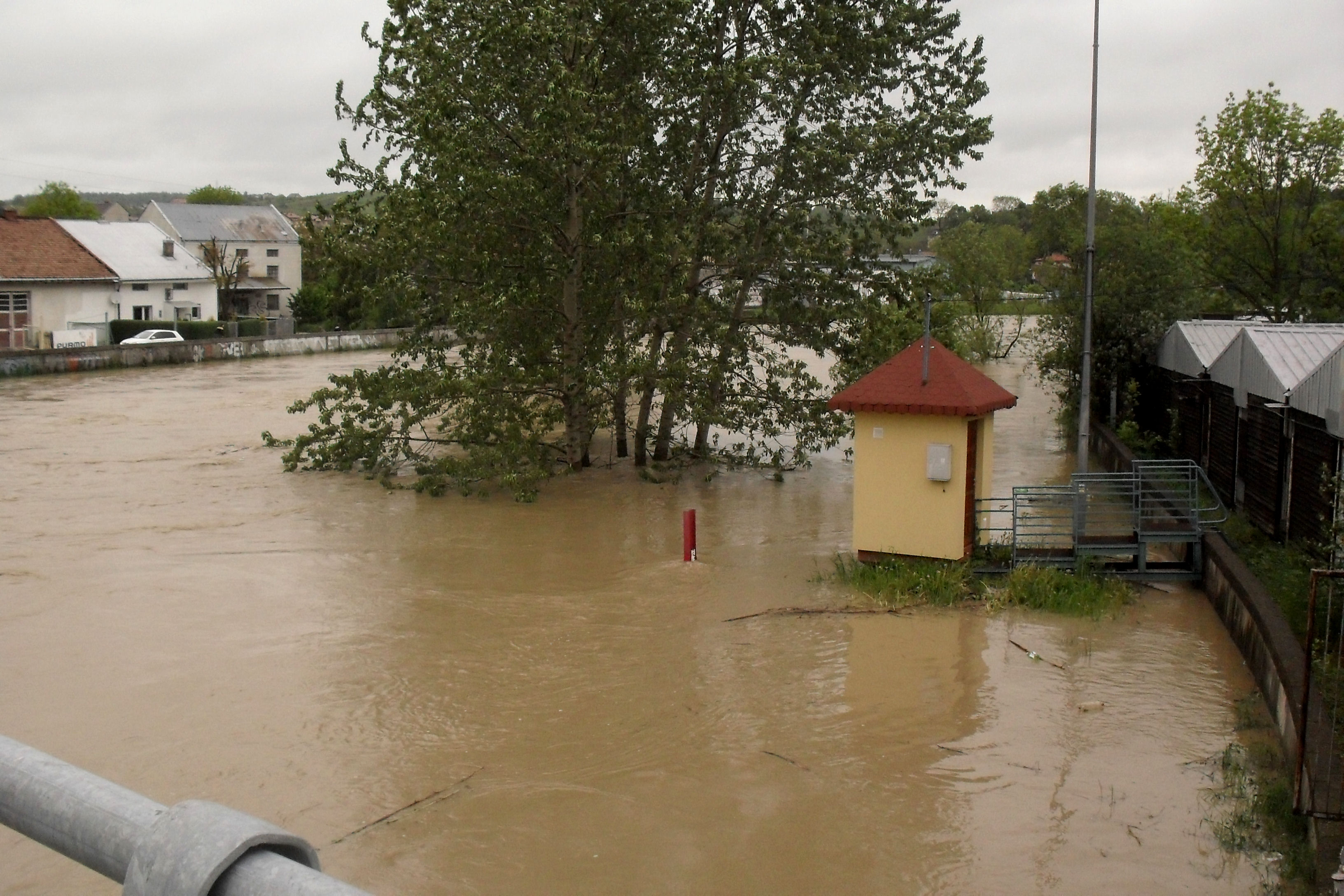
Wylew Jasiołki w Jaśle 16,05.2010, widok z tego samego mostu